# Øystein Brun
Øystein Garnes Brun (14. travnja 1975.) norveški je gitarist, pjevač i tekstopisac. Najpoznatiji je kao osnivač sastava Borknagar.

## Životopis
U početku je bio član death metal-sastava Molested, ali ga je napustio i osnovao Borknagar.
Brun je osnovao Borknagar s Kristofferom Ryggom, Rogerom Tiegsom i Ivarom Bjørnsonom. Prvi studijski album sastava objavila je diskografska kuća Malicious Records. Skupina je danas pod diskografskom kućom Century Media Records. Do danas je Brun jedini član sastava koji se pojavio na svim albumima.
Godine 2004. s Andreasom Hedlundom osnovao je glazbeni projekt Cronian. Prvi studijski album Terra objavljen je 2006.

## Diskografija
Molested
- Blod Draum (1995.)
- Stormvold (1997.)

Borknagar
- Borknagar (1996.)
- The Olden Domain (1997.)
- The Archaic Course (1998.)
- Quintessence (2000.)
- Empiricism (2001.)
- Epic (2004.)
- Origin (2006.)
- Universal (2010.)
- Urd (2012.)
- Winter Thrice (2016.)
- True North (2019.)

Cronian
- Terra (2006.)
- Enterprise (2008.)
- Erathems (2013.)